# The Seven Gates of Hell - The Singles 1980-1985
The Seven Gates of Hell - The Singles 1980-1985 è une compilation della band heavy metal britannica Venom, pubblicata dalla Sanctuary Records nel 2002.
La raccolta include tutti i singoli pubblicati dal gruppo nel periodo 1980-1985, il cosiddetto periodo "classico" dei Venom. I singoli sono presentati in ordine cronologico di pubblicazione, e l'ordine della canzoni rispecchia quello dei lati A e B dei vari 45 giri.

## Tracce
1. In League with Satan
2. Live Like an Angel [Die Like a Devil]
3. Bloodlust
4. In Nomine Satanas
5. Die Hard (versione 12")
6. Acid Queen
7. Bursting Out
8. Warhead (versione 12")
9. Lady Lust
10. Seven Gates of Hell
11. Manitou (versione 12")
12. Dead of the Night
13. Woman
14. Nightmare (versione 12")
15. Satanachist
16. F.O.A.D.
17. Witching Hour (live)
18. Teacher's Pet / Poison / Teacher's Pet (medley live)

## Formazione
- Conrad "Cronos" Lant - voce, basso
- Jeffrey "Mantas" Dunn - chitarra
- Tony "Abaddon" Bray - batteria